# Mancha de Rolando
La Mancha de Rolando es una banda del Rock alternativo Argentino, formada en el año 1991, en la ciudad de Avellaneda, al sur de la ciudad de Buenos Aires (Zona Sur del Gran Buenos Aires),  con una importante trayectoria ininterrumpida hasta el presente e integrada por cinco músicos.

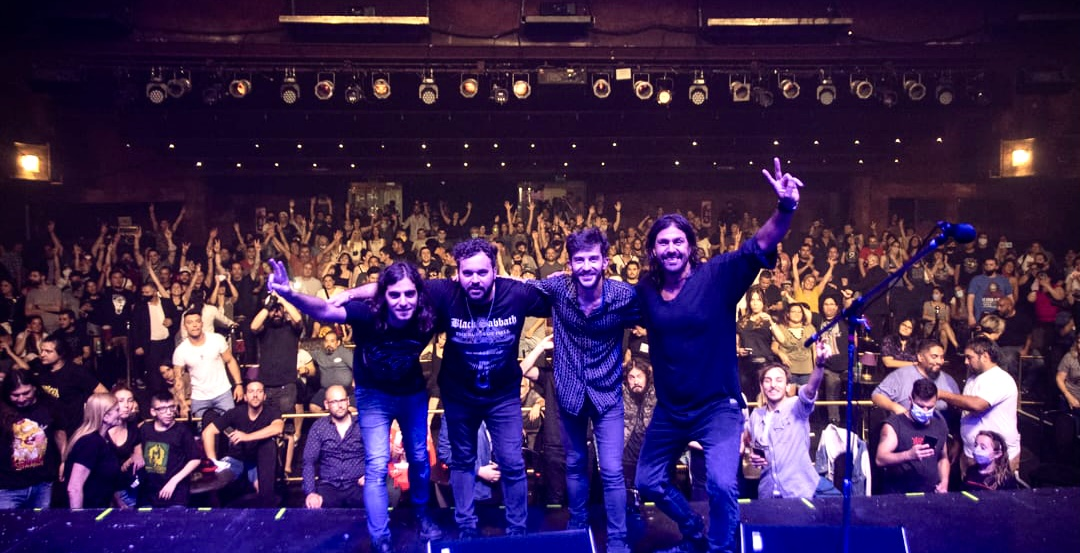
Mancha de Rolando teatro Brodway

## Historia

### Primeros años 1991 - 1999
Liderada por Manuel Quieto, la banda se formó en 1991 en Avellaneda. El origen del nombre de la agrupación nunca fue confirmado por sus integrantes; pero se presume que el nombre surge como homenaje, a un joven fallecido en Avellaneda, llamado Nicolás Rolando, que en una de sus mejillas tenía una mancha hepática de nacimiento. Luego de fallecido este joven, comenzaron a verse pintadas callejeras en la ciudad de Avellaneda, con el nombre de la banda, aproximadamente entre los años 1988 y 1989.
El cóctel del Tío Pupi, su primer LP fue lanzado en 1994, luego, Los cuatro integrantes de la banda inician en 1995, su primera gira importante por la Costa Atlántica. En ese mismo año, son votados como Banda Revelación en la encuesta del Sí de Clarín y superados en la del n.º de Página/12, solamente por la agrupación de rock pesado La Renga.
En el año 1996, la banda graba y edita su segundo trabajo discográfico, titulado La ley del gomero. Durante este proceso, la banda estuvo tocando en parques, teatros, bares, facultades y rápidamente en las esquinas se comenzaron a leerse grafitis con el nombre de la banda y en cada presentación, tenían más público y más discos empezaron a venderse. En enero de 1998, registran su tercer álbum de estudio, titulado Cabaña Elderly, contando con la producción del exintegrante de la banda de V8, Miguel Roldán. Tras la salida de este trabajo, la banda emprende nuevamente otra gira por la Costa Atlántica.
Durante el año 1998, tocan en varios lugares, entre ellos Cemento y continúan con su ya tradicional gira de recitales gratuitos por diferentes barrios, plazas y parques de Buenos Aires.
En el año 1999, comienzan con otra gira por la Costa Atlántica, al igual que en años anteriores, donde presentan su última producción Cintas mágicas, que se trata de un compilado de edición limitada que reunía versiones de canciones ya editados, temas en vivo, acústicos y canciones inéditas de la banda.

### Años 2000 - 2016
En el año 2000, graban y editan su quinta producción discográfica, Animal humano y Primer Cemento es la grabación en vivo del recital del 27 de abril del 2001; "10 años en la ruta" es un compilado con lo mejor de los recitales realizados durante el 2000 y 2001, lanzado como festejo por la primera década de vida de la agrupación.
A fines del 2001, editaron Juego de locos, que es presentado en la Costa Atlántica durante ese verano, con gran convocatoria en los balnearios, teatros y bares de la zona. Fueron invitados a participar del festival Cosquín Rock y luego hacen la presentación oficial de Juego de locos en Cemento y realizan una gira por el interior del país, que los lleva a ciudades como Córdoba, Rosario, Santa Fe, Mendoza, Bariloche y Neuquén.
El verano del 2003, los encuentra nuevamente por las playas y por segundo año consecutivo en Cosquín Rock. En ese año editan Cintas mágicas volumen 2, disco con versiones de clásicos y algunos temas estreno, todo en formato acústico.
En marzo del año 2004, graban el álbum Viaje fue lanzado a través el sello Pop Art Discos. Este trabajo fue producido por el guitarrista de G.I.T., Pablo Guyot y tuvo muy buenas críticas por parte de la prensa y gran difusión gracias a los cortes «Calavera», «Buscar» y «Arde la ciudad».
En abril de 2006, lanzan Espíritu, también a través del sello PopArt. Con el título Riesgo, amor y fantasía lanzaron el primer DVD de la banda, con videoclips, sets acústicos y vídeos inéditos del realizador Diego Pernía.
Entre los años 2006 y 2007, presentaron el CD+DVD, Viviré viajando, que contiene un total de 18 canciones grabadas en vivo. El disco, fue producido por la propia banda y Álvaro Villagra. Este trabajo cuenta con invitados como Fidel Nadal, Facundo Soto, líder de Guasones y Gillespi.
En 2010, registraron un compilado titulado Caballo loco y a fines de ese mismo año, reeditaron A cielo abierto, pero en una edición CD+DVD, con videoclips de cada tema, producidos especialmente.
Fueron elegidos por el propio Axl Rose para telonear dos veces a Guns N' Roses, en marzo de 2010 en el estadio de Vélez Sarsfield y en octubre de 2011 lo hicieron en el Estadio Ciudad de La Plata.
A mediados de 2012 retornaron al estudio para registrar Los libres, un álbum compuesto por 16 canciones. Producido por Manuel Quieto y Álvaro Villagra, este disco contó con las participaciones de Tan Biónica, La Franela, Fena Della Maggiora, Guasones y Bersuit Vergarabat, entre otros artistas. El 6 de enero de 2016 se presentaron en el Espacio Clarín en Mar del Plata.
A fines de julio de 2014 presentaron con un show el 25 y 26, Hielo fuego una película de ficción rodada en escenarios naturales. una selección de canciones y escenas que muestran a la banda en plena conexión con la naturaleza, viajando por distintas provincias argentinas. 18 historias que se entrelazan formando una historia de ficción y psicodelia , musicalizada por las canciones de los libres.
En 2016 la Mancha de Rolando cumplió 25 años en la ruta, y lanzó su disco “Venceremos”, que presentó el 29 de abril en La Trastienda.
Allí también se proyecto la película “Venceremos” que el grupo filmó y lanzó junto con el CD. “Venceremos” fue grabado bajo la producción del grupo. Nuevos aires y el balance de varios años de extensas giras dio como resultado la inspiración para crear este disco, que cuenta con 10 canciones propias más 3 versiones de temas de otros artistas: Spinetta, Enanitos Verdes y Marco Antonio Solís.

### Política
En 2011 acompañaron la campaña presidencial de Cristina Fernández de Kirchner y de Amado Boudou, presentándose en los actos políticos del Frente para la Victoria. El exvicepresidente Boudou, además, ha tocado la guitarra junto a la banda en varias ocasiones.
El integrante Manuel Quieto se expresó públicamente en contra de la utilización no autorizada del tema «Arde la ciudad» por parte del partido político CAMBIEMOS de la Ciudad de Buenos Aires durante la campaña de 2011.

## Integrantes
Actuales miembros
- Manuel Federico Quieto: Guitarra y voz (1991 - actualidad)
- Matías Sobrado: Teclados, coros (2010 - actualidad)
- Facundo Nicolas Piñero: Batería (2021 - actualidad)
- Manuel Acosta: Guitarra (2021 - actualidad)

Otros miembros
- Leandro Martin "Taffa" Taffarel: Guitarra (1992 - 2002 y 2013 - 2020)

## Discografía
| - 1994 – El cóctel del tío Pupi - 1996 – La ley del gomero - 1998 – Cabaña Elderly - 2000 – Animal humano - 2001 – Juego de locos - 2004 – Viaje - 2006 – Espíritu - 2009 – A cielo abierto - 2012 – Los libres - 2014 – Hielofuego - 2016 – Venceremos - 2020 – La revolución de la alegría - 2004 – El cóctel del tío Pupi y La ley del gomero - 2007 – Espíritu, riesgo, amor y fantasía - 2010 – A cielo abierto / El año del tigre | - 2000 – 10 años en la ruta - 2001 – Primer cemento al palo - 2008 – Viviré viajando - 1999 – Cintas mágicas - 2003 – Cintas mágicas – Volumen II - 2010 – Caballo loco - 2018 – Bala de plata - 2020 – 360° - 2022 – Cintas mágicas – Volumen III |

## Discografía detallada
| Título                             | Detalles |
| ---------------------------------- | --- |
| El cóctel del tío Pupi             | - Primer álbum de estudio, primera reedición - Lanzamiento: 1994 - Reedición: 2004 - Sello: Independiente - Formato: Casete (1994), CD (2004)  |
| La ley del gomero                  | - Segundo álbum de estudio, primera reedición - Lanzamiento: 1996 - Reedición: 2004 - Sello: Independiente - Formato: Casete (1994), CD (2004) |
| Cabaña Elderly                     | - Tercer álbum de estudio - Lanzamiento: 1998 - Sello: Independiente - Formato: Casete, CD - Ventas: +2.500                                    |
| Cintas mágicas                     | - Primera compilación - Lanzamiento: 1999 - Sello: Independiente - Formato: Casete (discontinuado)                                             |
| Animal humano                      | - Cuarto álbum de estudio - Lanzamiento: 2000 - Sello: Tocka Discos - Formato: Casete, CD                                                      |
| 10 años en la ruta                 | - Primer álbum en vivo - Lanzamiento: 2000 - Sello: Independiente - Formato: Casete (discontinuado)                                            |
| Primer cemento al palo             | - Segundo álbum en vivo - Lanzamiento: 2001 - Sello: Tocka Discos - Formato: Casete, CD                                                        |
| Juego de locos                     | - Quinto álbum de estudio - Lanzamiento: diciembre de 2001 - Sello: Tocka Discos - Formato: Casete, CD                                         |
| Cintas mágicas II                  | - Segunda compilación - Lanzamiento: 2003 - Sello: Tocka Discos - Formato: Casete, CD                                                          |
| Viaje                              | - Sexto álbum de estudio - Lanzamiento: Marzo de 2004 - Sello: Tocka Discos - Formato: CD                                                      |
| Espíritu                           | - Séptimo álbum de estudio - Lanzamiento: 25 de abril de 2006 - Sello: Tocka Discos - Formato: CD - Ventas: +20.000 - Certificación: Oro (ARG) |
| Espíritu, riesgo, amor y fantasía  | - Segunda reedición - Lanzamiento: 22 de junio de 2007 - Sello: Tocka Discos - Formato: CD+DVD                                                 |
| Viviré viajando                    | - Tercer álbum en vivo - Lanzamiento: 5 de mayo de 2008 - Sello: Tocka Discos - Formato: CD+DVD                                                |
| A cielo abierto                    | - Octavo álbum de estudio - Lanzamiento: 3 de julio de 2009 - Sello: Tocka Discos - Formato: CD                                                |
| Caballo loco                       | - Tercera compilación - Lanzamiento: 31 de mayo de 2010 - Sello: Tocka Discos - Formato: CD, Descarga digital                                  |
| A cielo abierto / El año del tigre | - Tercera reedición - Lanzamiento: 29 de diciembre de 2010 - Sello: Tocka Discos - Formato: CD+DVD, Descarga digital                           |
| Los Libres                         | - Noveno álbum de estudio - Lanzamiento: 24 de agosto de 2012 - Sello: Tocka Discos - Formato: CD                                              |
| Hielofuego                         | - Décimo álbum de estudio - Lanzamiento: 23 de julio de 2014 - Sello: Sony Music - Formato: CD + DVD                                           |
| Venceremos                         | - 2016 - Producción independiente |
| Bala de Plata                      | - 2018 - Disco acústico, grabado con orquesta en vivo                                                                                          |

## Sencillos
| Año  | Título                         | Álbum                              |
| ---- | ------------------------------ | ---------------------------------- |
| 2000 | "Siempre esperando"            | Animal humano                      |
| 2000 | "Lodi"                         | Animal humano                      |
| 2001 | "La planta"                    | Animal humano                      |
| 2002 | "A vivir"                      | Juego de locos                     |
| 2003 | "Mago de la lluvia (ese tren)" | Juego de locos                     |
| 2004 | "Calavera"                     | Viaje                              |
| 2004 | "Buscar"                       | Viaje                              |
| 2005 | "Arde la ciudad"               | Viaje                              |
| 2005 | "Donde vamos"                  | Viaje                              |
| 2006 | "Antes"                        | Espíritu                           |
| 2006 | "Cabrón"                       | Espíritu                           |
| 2007 | "Chino"                        | Espíritu                           |
| 2007 | "Regala"                       | Espíritu                           |
| 2008 | "Sincera"                      | Espíritu                           |
| 2008 | "En la altura"                 | Espíritu                           |
| 2009 | "Sequía"                       | A cielo abierto                    |
| 2009 | "Santa María"                  | A cielo abierto                    |
| 2010 | "Carolina"                     | A cielo abierto                    |
| 2010 | "Llegará"                      | A cielo abierto                    |
| 2010 | "Mis primeras páginas"         | A cielo abierto / El año del tigre |
| 2011 | "Ríe por mí"                   | A cielo abierto / El año del tigre |

### Videografía
- Siempre esperando (2000)
- La planta (2001)
- A vivir (2002)
- Mago de la lluvia (Ese tren) (2003)
- Calavera (2004)
- Buscar (2004)
- Arde la ciudad (2005)
- ¿Dónde vamos? (2005)
- Antes (2006)
- Cabrón (2006)
- Chino (2007)
- Regala (2007)
- Sincera (2008)
- En la altura (2008)
- La sequía (2009)
- Santa María (2009)
- Carolina (2010)
- Llegará (2010)
- Mis primeras páginas (2010)
- Ríe por mí (2011)
- La primavera (2012)
- Olvidarte (2013)
- Bla, bla, bla (2013)
- Sola (con Guasones) (2014)
- Los libres (2014)
- No me dejes (2014)